# 氫氧化錫
氫氧化錫，是一種無機化合物，是錫的氫氧化物，两性偏酸性，化學式為Sn(OH)4。

## 制备
将四氯化锡用冰水稀释，得到氧氯化锡（SnOCl2）的溶液，在溶液中逐滴加入氨水，可以得到氢氧化锡的水合物。
SnOCl2 + 2 NH3·H2O → Sn(OH)4 + 2 NH4Cl

## 性质
氢氧化锡在100 °C的水中回流，发生分解，生成二氧化锡：
Sn(OH)4 → SnO2 + 2 H2O
在该反应中，是否使用超声对反应也会产生影响。此外，电化学研究表明，Sn(OH)4超过其饱和浓度时，有生成热力学上更稳定的SnO2·xH2O的趋势。